# Acará
Acará est une municipalité brésilienne située dans l'État du Pará.